# Benoît Aymon
Benoît Aymon (* 15. Juni 1954 in Sion) ist ein Schweizer Journalist.
Nachdem er 1979 sein Lizenziatsstudium in Geschichte und Französisch an der Universität Genf bestanden hatte, moderierte er die morgendliche Nachrichtensendung von Radio Suisse Romande. 1981 wechselte er zur Télévision suisse romande über, wo er von 1989 bis 1993 das Abendjournal präsentierte sowie u. a. Gesprächsleiter der Sendung Table ouverte war. Ab 1993 war er Verantwortlicher und Präsentator der Sendung Passe-moi les jumelles, deren Leitung er 2011 an Virginie Brawand übergab. Er produzierte und realisierte zwei Reality-TV-Beiträge über Bergtouren, die im Rahmen von Passe-moi les jumelles ausgestrahlt wurden (La Haute Route 2006, und Le Tour du Cervin 2013). In Koproduktion mit Arte wirkte er bei der Realisierung der Filme Secours en Montagne (2001), Profession: Guides de Montagne (2003) und La Haute Route (2006) mit. 

## Schriften
- Passe-moi les jumelles – les coulisses
- La Patrouille des glaciers – une légende alpine
- Accident de lumière